# 온누리 평정해산
온누리 평정해산(Onnuri Guyot)은 서태평양에 있는 평정해산이다. 제22차 국제해저지명소위원회에서 등재되었다.
'온누리'는 이 해역을 탐사한 한국해양연구원의 조사선인 온누리호의 이름에서 따왔다. 온누리호 조사선은 1992년부터 태평양에서 조사활동을 해오고 있는 종합해양관측선으로 국제해저지명 명명 원칙(조사선)에 부합된다.